# Sois belle et tais-toi (film, 1958)
Pour les articles homonymes, voir Sois belle et tais-toi.
Pour plus de détails, voir Fiche technique et Distribution.
Sois belle et tais-toi est un film français de Marc Allégret, sorti en 1958.

## Synopsis
Virginie Dumaillet s'échappe pour la troisième fois de la maison de redressement et est poursuivie par la police. Une nuit, une bijouterie de la place Vendôme est cambriolée. Jean, jeune inspecteur de police, recherche les cambrioleurs et rencontre Virginie qu'il prend pour une complice de la bande, elle-même le prenant pour un caïd du milieu. Elle en tombe amoureuse. Apprenant la vérité, et bien que furieuse de s'être trompée, elle accepte Jean en mariage.
Mais le passé de Virginie resurgit. Elle retrouve ses copains Loulou et Pierrot qui font du trafic d'appareils photo pour le compte de Raphaël, qui opère également dans le cambriolage des bijouteries. Elle va les aider à passer la frontière. À l'insu des jeunes gens, Raphaël a caché des bijoux dans l'un des appareils photo. Jean découvre la magouille et croit que sa femme est au courant du trafic de bijoux. Il lui tend un piège, mais, de justesse, la vérité éclate et les véritables cambrioleurs sont arrêtés avec l'aide des deux compères de Virginie.

## Fiche technique
Sauf indication contraire, les informations mentionnées dans cette section peuvent être confirmées par la base de données cinématographiques Unifrance,  présente dans la section « Liens externes ».
- Titre : Sois belle et tais-toi
- Réalisation : Marc Allégret
- Scénario : Marc Allégret, William Benjamin
- Adaptation : Marc Allégret, Gabriel Arout, William Benjamin, Odette Joyeux, Jean Marsan et Roger Vadim
- Dialogues : Jean Marsan
- Assistants-réalisateur : Pierre Boursans, Pascal Jardin, Claude Vital
- Musique : Jean Wiener
- Photographie : Armand Thirard, assisté de Robert Florent
- Opérateur : Louis Née
- Son : Robert Biard
- Décors : Auguste Capelier et Alexandre Trauner, assistés de Pierre Duquesne
- Ensemblier : Charles Méranger
- Costumes : Marc Doelnitz, Henri Vidal est habillé par André Bardot, Mylène Demongeot par Pierre Balmain, lingerie de Marie-Rose Lebigot
- Maquillages : Boris Karabanoff, assisté de Marcelle Testard
- Coiffures : Huguette Lalaurette
- Scooters Automatiques Manurhin
- Photographe de plateau : Raymond Voinquel
- Script-girl : Suzanne Durrenberger
- Montage : Suzanne de Troeye, assistée de Roger Cacheux
- Tournage : 9 décembre 1957 au 22 février 1958
- Studios : Paris-Studios-Cinéma de Boulogne-Billancourt
- Producteur : Raymond Eger
- Société de production : Films EGE (Paris)
- Distribution : Les Films Corona
- Tirage : Laboratoire GTC de Joinville-le-Pont
- Pays de production :  France
- Langue : français
- Format : noir et blanc — 35 mm — 1,37:1 — son monophonique (Western-Electric)
- Genre : Comédie policière
- Durée : 110 min
- Date de sortie : 
  - France : 7 mai 1958
- Visa d'exploitation : 18533

## Distribution
- Mylène Demongeot : Virginie Dumayet
- Henri Vidal : l'inspecteur Jean Morel
- Béatrice Altariba : Olga Babitcheff
- Roger Hanin : Charlemagne, le voleur de bijoux
- Darry Cowl : l'inspecteur Jérôme, adjoint de Morel
- Jean-Paul Belmondo : Pierrot, un jeune de la bande d'Olga
- Alain Delon : Loulou, le petit ami d'Olga
- Robert Dalban : l'inspecteur principal Gotterat
- François Darbon : Gino, le bras droit de Charlemagne
- Robert Bazil : le patron de l'auberge
- Anne Collette : Prudence, la petite amie de Pierrot
- Gabrielle Fontan : la grand-mère de Jean
- René Lefèvre : Raphaël, le photographe receleur
- Jacques Seiler : un inspecteur
- André Thorent : le commissaire
- Charles Bouillaud : l'agent du commissariat
- Henri Coutet : le chauffeur du fourgon
- Lucien Desagneaux : un inspecteur
- Marcel Bernier : un inspecteur
- Nicole Jonesco : la serveuse au Zénith
- Roger Legris : le gardien du musée Grévin
- Bernard Musson : le secrétaire du commissaire
- Suzanne Nivette : la religieuse
- Louis Bugette : l'inspecteur qui vient arrêter Virginie au cirque
- André Philip : le directeur du cirque Fanni
- Jean Juillard : l'homme ivre du bistrot
- Jean Minisini : le chauffeur de Charlemagne

## Autour du film
- Le film est le 30e du box-office France 1958 avec 1 904 380 entrées.
- Lors du tournage, le jeune acteur alors débutant de 23 ans Alain Delon emprunte la Renault 4CV de Pascal Jardin, le second assistant du réalisateur, contre l'avis du propriétaire du véhicule. Dans le tunnel de Saint-Cloud, la voiture empruntée effectue cinq tonneaux[1]. Le véhicule est détruit, et Alain Delon s'en sort avec une cicatrice sous le menton.
- Commentaires de Mylène Demongeot dans son autobiographie, Tiroirs secrets (2001)[2] :
 « Film gentil. Film charmant. Comédie bébête qui marchera bien commercialement et m’apporte encore de nouveaux admirateurs, mais film que je n’aurais jamais dû faire. Marc Allégret, qui m’a déjà fait travailler dans Futures Vedettes, réalise, Raymond Eger produit. Ce qui pourrait poser un problème : il est le seul producteur que j’aie jamais giflé… […] Le scénario est de Vadim. Il a été écrit pour Bardot qui n’a pas pu le tourner pour Dieu sait quelle raison, et donc, comme j’ai été cataloguée sa rivale, le rôle tombe sur moi. Paulette Dorisse[3] et Coste[4] me poussent à accepter. Funeste erreur. Mauvais choix. Mais c’est aussi ma faute… […] Et je retrouve Henri Vidal[5], que j’aime beaucoup. Il y aussi Darry Cowl, sa ravissante fiancée Béatrice Altariba, beaucoup de comédiens très bons et deux débutants bien différents chacun dans leur genre : Jean-Paul Belmondo et Alain Delon. […]
Sur le film, notre chef opérateur est le grand Armand Thirard, avec son cadreur Louis Née — un tandem de rêve —, des amours d’hommes. Louis est fier de sa ressemblance avec Gabin et ses beaux carreaux bleus ! « Titi (Armand Thirard) » est une crème qui me fait, avec soin, la plus jolie possible à chaque plan. Maintenant, j’ai une doublure lumière. […] Une fofolle complète que j’aime tout de suite. Nicole Aubuisson dite « Chouquette », une vraie nature, un « titi » parisien, un corps de rêve. Elle est si bien faite qu’elle me doublera à l’image lorsque je cours sur les toits. […] Ah, grande nouveauté pour moi, je découvre que je suis sujette au vertige… Je dois jouer une acrobate funambule et voilà que je suis incapable de monter ne serait-ce qu’à un mètre de hauteur… Même pas à cinquante centimètres ! Allégret sera obligé de creuser un trou profond pour descendre la caméra tout au fond pour arriver à me filmer déambulant sur mon fil comme une vraie pro alors que je suis à dix centimètres du sol. »

## Divers
- Le troisième épisode de la Saison 15 des Simpson est appelé « Sois belle et tais-toi ! » en version française.
- Le titre, repris de la Série noire qui l'avait utilisé en 1954 pour la traduction de Walk the Dark Bridge, de William O'Farrell, est souvent utilisé comme expression dénonçant le sexisme : c'est ainsi le titre du documentaire de 1981 de Delphine Seyrig, qui fait date dans l'histoire du féminisme. Il est aussi parfois détourné, comme en « Sois jeune et tais-toi » (sous de Gaulle), « Sois blonde ou teins-toi » ou Sois Belge et tais-toi (revue politique parodique belge).